# Galeon
För fartygsdelen, se galjon. För webbläsaren, se Galeon (webbläsare). För båttillverkaren, se Galeon (båttillverkare).

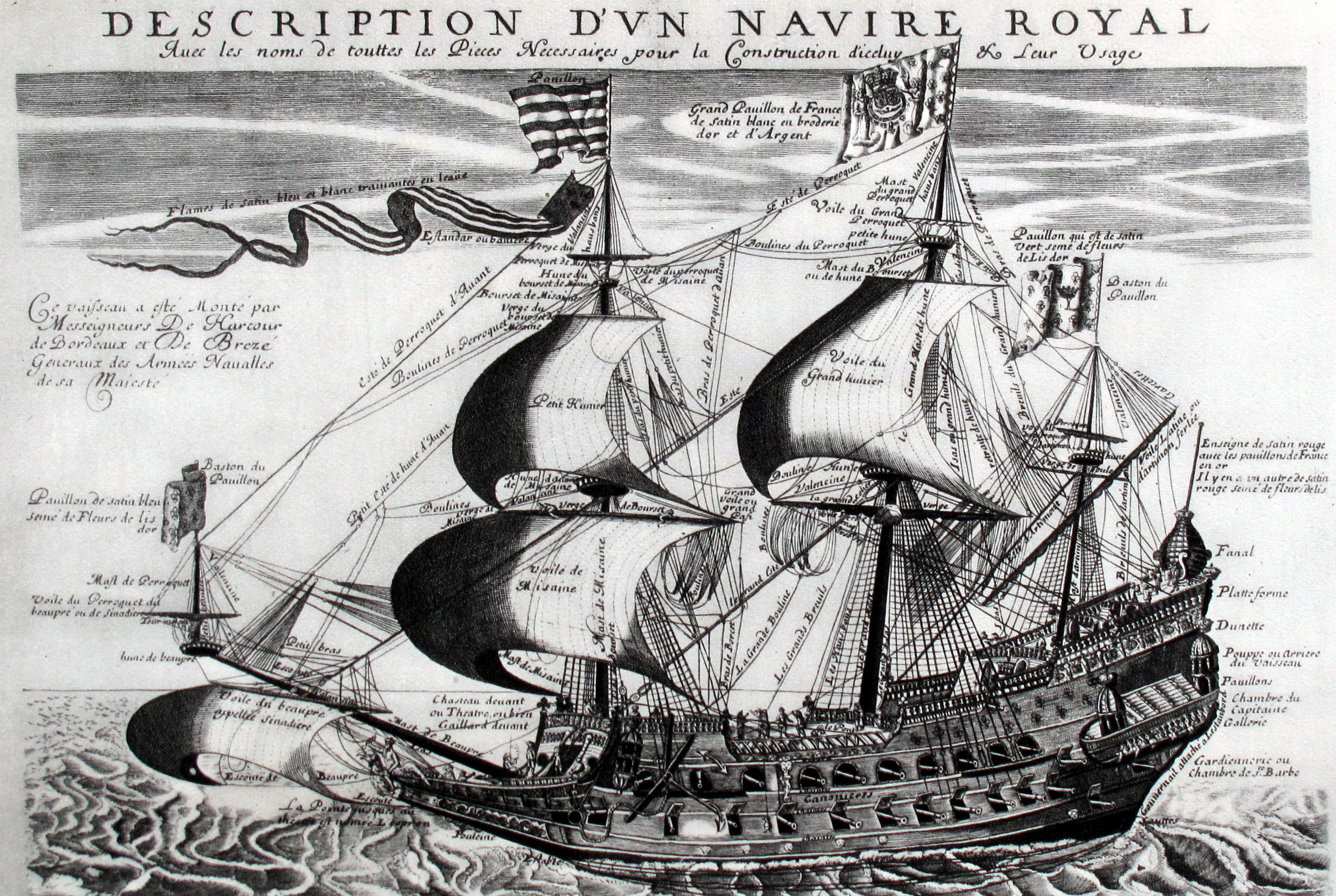
Den franska galeonen Grand Saint Louis, sjösatt i Amsterdam 1626. Kopparstick av Hendrik Hondius den äldre.

En galeon var ett tre- eller fyrmastat, råtacklat segelfartyg. Ordet galeon har samma ursprung som galjon, en utbyggnad på förstäven. Under 1500-talet började galeonen ersätta karacken som den viktigaste djuphavsgående fartygstypen och den utmärkte sig med sina låga slanka linjer och en galjon där karacken hade ett utbyggt förkastell. Den här typen av galeoner var lastdryga och tungt bestyckade och det var på dessa som det amerikanska guldet och silvret fraktades till Spanien av 1500- och 1600-talens silverflottor.

## Sverige
Den mest kända svenska galeonen, beroende på definition, är regalskeppet Vasa. Galeonens fjärde, aktersta mast ersattes runt 1610 av bovenblindan, vilket var ett extra segel på bogsprötet. Denna utveckling av den fyrmastade galeonen kallas ofta galleon på engelska, men inte alltid galeon på svenska.